# Hasan Nallbani
Hasan Nallbani (* 15. Mai 1934 in Berat) ist ein albanischer Maler.

## Leben und Werk
Hasan Nallbani studierte ab 1949 am Kunstlyzeum „Jordan Misja“ in Tirana und arbeitete von 1954 bis 1959 als Bühnenbildner am Nationaltheater von Tirana. Von 1959 bis 1964 studierte er bei Guri Madhi an der Universität der Künste Tirana. Er malt Landschaften und Porträts. 1968 wurde er mit dem dritten Preis bei Letter from Headquarters ausgezeichnet. 2008 wurde er zum besten Bildenden Künstler des Jahres gewählt und 2010 erhielt er den Onufri-Preis.
1984 wurde für Nallbani eine Einzelausstellung in der Galeria Kombëtare e Arteve ausgerichtet. 2017 zeigte er die Malerei The Action Worker (1966), ein Werk des albanischen  sozialistischen Realismus auf der documenta 14.